# Lac des Joncs
Pour l’article homonyme, voir Lac des Joncs (Mégantic).
Le lac des Joncs est un plan d'eau montagnard de la station des Paccots, dans le canton de Fribourg, en Suisse.

## Géographie
Relique de l'ère glaciaire datant de plus de 5 000 ans, il est situé sur le flanc est de Corbetta, à 1 235 m d'altitude. Il mesure environ 115 m de long sur 50 de large et sa profondeur maximale est d'environ 20 mètres.
Sur la petite butte surplombant le lac, on trouve une auberge-restaurant. Sur le pâturage en contrebas, la piste de ski « les Joncs » (qui fait partie du domaine skiable des Paccots) est appréciée des familles en hiver.

## Faune et flore
Le lac des Joncs est un site protégé depuis 1935 et inscrit dans l'inventaire fédéral des sites de reproduction de batraciens d'importance nationale. 
On y trouve le nénuphar nain, qui n'est répertorié en Suisse que dans quatre lieux, dont le tout proche lac de Lussy. En 2002, le Jardin Botanique de l'Université de Fribourg a mené une campagne de repeuplement de cette espèce en replantant dans ces deux lacs des pousses de plantes multipliées ex situ, dans le but d'enrayer sa disparition. D'autre part, il a été aménagé un sentier didactique qui fait le tour du lac et présente les espèces rares de la faune et flore que l'on y rencontre, ceci afin de canaliser le flux de touristes et sensibiliser le public,.
D'autres espèces végétales peuplent le lac des Joncs, dont le drosera à feuilles rondes (plante carnivore), la renouée amphibie, le chardon, la potentille des marais, l'alchémille, le plantain, et le jonc qui a donné son nom au lac.
Pour des raisons de sécurité et afin de préserver la flore riveraine du lac, la navigation, la baignade et la plongée sont interdites depuis le 1er mars 2004.